# Iwan Dmitrijewitsch Soltanowski

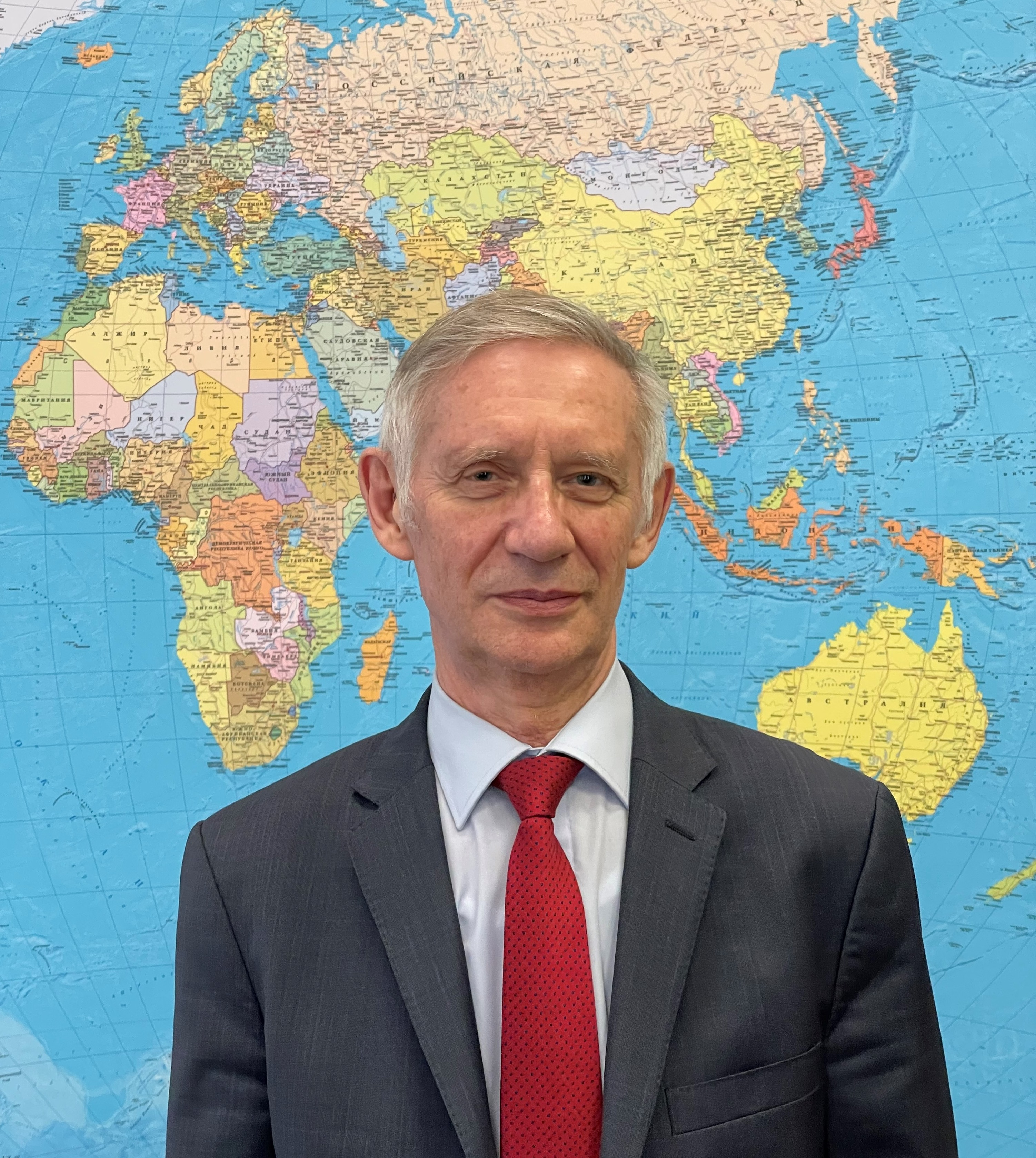
Iwan Soltanovsky (2023)

Iwan Dmitrijewitsch Soltanowski (russisch Иван Дмитриевич Солтановский; * 6. April 1955 in Leningrad) ist ein russischer Diplomat, der seit 1. Oktober 2015 als Ständiger Vertreter des russischen Außenministers beim Europarat mit dem Amt der Exekutive dieses Völkerrechtssubjekts betraut ist.

## Leben
1977 schloss er ein Studium am Staatlichen Moskauer Institut für Internationale Beziehungen und 1990 ein Studium an der Diplomatischen Akademie des Außenministeriums der UdSSR ab. (Vorgängerinstitut der Diplomatic Academy of the Ministry of Foreign Affairs of the Russian Federation.)
Er studierte Geschichtswissenschaft, spricht Englisch, Französisch, Deutsch und Urdu.
1977 trat er in den auswärtigen Dienst.
Von 1977 bis 1993 wurde er in der Abteilung Südasein (Pakistan und Indien) beschäftigt.
Von 1993 bis 1996 war er Gesandtschaftsrat in der Abteilung Sicherheit und Rüstung.
Von 1996 bis 2000 war er Gesandtschaftsrat bei der Ständigen Vertretung Russlands bei der Organisation für Sicherheit und Zusammenarbeit in Europa in Wien.
Von 2000 bis 2003 war er stellvertretender Leiter der Abteilung für Sicherheit und Rüstung.
Von 2003 bis 2009 war er Stellvertretender Ständiger Vertreter Russlands beim Nordatlantikrat in Brüssel.
Von 2009 bis 2011 war er Stellvertretender Leiter der Abteilung Europa.
Von 2011 bis 2015 leitete er die Abteilung Europa.
Am 1. Oktober 2015 berief Wladimir Putin, mit seinem 497. präsidialen Dekret von 2015, Alexander Alexejew vom Amt des Ständigen Vertreters des russischen Außenministers beim Europarat ab und mit dem 498. Dekret ernannte er Iwan Soltanowski für diese Aufgabe.

## Laufbahn in der diplomatischen Rangordnung
- 6. Juni 2005 Außerordentlicher und bevollmächtigter Gesandter zweiter Klasse.
- 31. Juli 2008: Außerordentlicher und bevollmächtigter Gesandter erster Klasse.
- 17. Oktober 2016 Außerordentlicher und bevollmächtigter Botschafter.

## Dekoration
- 18. August 2009: Orden der Freundschaft – Für einen großen Beitrag zur Umsetzung der Außenpolitik der Russischen Föderation und des langfristigen diplomatischen Dienstes.
- 9. April 1996: Orden für die Verdienste um das Vaterland, II. Grad – Für die Verdienste um den Staat ein großer Beitrag zur Entwicklung und Schaffung des Mehrzweck-Orbital-Besatzungskomplexes „Mir“
- 25. Mai 2015: Insignia „Für einen perfekten Dienst“ von XXX Jahren – Für einen großen Beitrag zur Umsetzung der Außenpolitik der Russischen Föderation und viele Jahre fleißiger Arbeit